# John Augustine Zahm
John Augustine Zahm   (New Lexington, 11 de juny de 1851 - Múnic, 10 de novembre de 1921) fou un escriptor catòlic estatunidenc que publicà amb els pseudònims de H. J. Mozans i J.A. Manza.
Va viure a Notre-Dame, Indiana, el 1871, on es llicencià en lletres. El 1875 fou director de la secció de ciències de la universitat i el 1895 el papa Lleó XIII li atorgà el doctorat en filosofia. Fou provincial dels Pares Paulistes.
Va pertànyer a la Societat Francesa de Física, a la Societat Científica de Brussel·les, als Arcades de Roma i a la Societat de Dante de Florència.